# اس‌اس ترانجمسفرد
اس‌اس ترانجمسفرد (به انگلیسی: SS Trondhjemsfjord) یک زیردریایی بود که طول آن ۳۸۰ فوت (۱۲۰ متر) بود. این زیردریایی در سال ۱۹۱۱ ساخته شد.